# Steven Spielberg
Steven Allan Spielberg KBE OMRI (Cincinnati, 18 de dezembro de 1946) é um premiado cineasta, produtor cinematográfico, roteirista e empresário estadunidense. Spielberg é o diretor que tem mais filmes na lista dos 100 Melhores Filmes Americanos de Todos os Tempos, feita pelo American Film Institute. É considerado um dos cineastas mais populares e influentes da história do cinema. Até ao momento, o rendimento bruto de todos os seus filmes, em todo o mundo, é de mais de US$ 8,5 bilhões de dólares. A Forbes calcula a riqueza de Spielberg em US$ 5,3 bilhões de dólares.
Spielberg venceu o Oscar de Melhor Diretor duas vezes por Schindler's List e Saving Private Ryan, também venceu o Oscar de Melhor Filme por Schindler's List. Suas obras mais conhecidas são Jaws, Close Encounters of the Third Kind, Raiders of the Lost Ark, E.T. the Extra-Terrestrial, Indiana Jones and the Temple of Doom, Indiana Jones and the Last Crusade, Jurassic Park, Schindler's List, Saving Private Ryan, Catch Me If You Can, War of the Worlds, Munich e Lincoln; ainda Spielberg criou a série Medal of Honor de PlayStation 1, PlayStation 2, etc.

## Biografia

### A infância
Steven Spielberg é filho dos judeus Leah Posner Spielberg Adler, restauradora e pianista de concerto, e Arnold Spielberg, que era um engenheiro eletricista envolvido no desenvolvimento de computadores. Nasceu na cidade de Cincinnati, mas morou grande parte da sua vida em Phoenix. Sendo o irmão mais velho de três irmãs, usava-as costumeiramente como cobaias em seus filmes caseiros. Assim como a grande maioria dos cineastas, começou a filmar com uma câmera super-8 ainda na sua infância. De família judaica, Spielberg sofria preconceito, muitas vezes dos próprios vizinhos.
Spielberg relatou uma vez que sua brincadeira preferida era andar de patinete nas ruas de terra. Assistia Barney e seus amigos após a suas aulas na parte da manhã em que sua tia era sua professora no jardim de infância. Ele relatou em um programa de TV que o filme "Jurassic Park" foi inspirado no seu desenho de televisão preferido na infância pois quando ele assistia a Barney ele tinha pesadelos em que um dinossauro roxo do período cretáceo o perseguia em uma ilha tropical perto do México. Grande parte de sua inspiração também veio do filme "Alice no País das Maravilhas", já que o filme tomava conta de sua imaginação.[carece de fontes?]
Assim como outros talentos da área, Spielberg nunca foi um aluno aplicado. Na época de entrar para a faculdade não conseguiu vaga no curso de cinema da Universidade da Califórnia. Terminou por cursar literatura inglesa com ênfase em cinema na Universidade Estadual da Califórnia. Após trancar o penúltimo ano de curso, Spielberg retorna anos depois para concluir o seu bacharelado em Cinema e Mídia Eletrônica.[carece de fontes?]
Aos 16 anos, ele deu seu primeiro beijo em uma amiga de classe. Steven era zoado por todos seus amigos por já ser quase um adulto e nunca ter beijado.[carece de fontes?]

### Os primeiros passos
Aos 13 anos de idade, Spielberg venceu seu primeiro concurso de curta-metragem com o filme Fuga do Inferno. Aos 16 anos, fez o seu primeiro filme em Super-8, chamado Firelight, que foi exibido em uma sala de teatro local que fora alugada pelo seu pai. No ano 1968, fez sua estreia profissional com a curta-metragem Amblin, que conta a história de um casal de jovens que se encontram no deserto de Mojave. Este curta tinha duração de 24 minutos, foi exibido no Festival de Filmes de Atlanta e foi premiado em festivais importantes como o Festival de Veneza. Nessa época, o jovem e já premiado cineasta resolveu seguir carreira e tentou entrar no conceituado departamento de filmes da University of Southern California, onde não foi aceito, indo estudar na Universidade Estadual da Califórnia, onde fez cinco filmes.

## Carreira

### O início da carreira

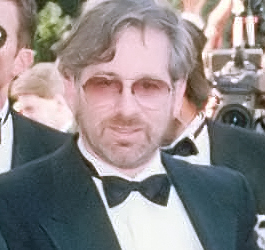
Steven Spielberg em 1990.

Após Amblin, Spielberg assinou um contrato com a Universal Studios, onde teria a oportunidade de dirigir o seu primeiro longa-metragem em 1971, Encurralado (1972). Produzido para a televisão, fez tanto sucesso que acabou por ser lançado nos cinemas. Em pouco tempo passou a dirigir episódios de séries de televisão como Marcus Welby M.D. e Columbo, porém o sucesso da versão para o cinema de Encurralado impulsionou a carreira do diretor e o levou de volta aos cinemas.
O seu próximo trabalho seria Louca Escapada (1974), filme elogiado pela crítica mas que teve um sucesso moderado de público. Esta produção marcou o início da parceria entre ele e o compositor John Williams.
Em 1975, Spielberg dirigiu aquela que é considerada a obra seminal dos blockbusters, Tubarão. O filme foi um sucesso de bilheteria, faturando mais de 100 milhões de dólares e conquistou plateias do mundo inteiro, em sua maioria jovens, com a trama sobre uma cidade litorânea aterrorizada por um tubarão gigante. A partir deste filme, os grandes estúdios passaram a investir no modelo que atraía multidões às salas de cinema do Hemisfério Norte durante o verão, instaurando um estilo moderno de superprodução, com elevados custos de marketing e efeitos especiais.
A trilha de Tubarão foi composta por seu amigo Williams, classificada inicialmente por Spielberg como uma "piada", até hoje é reconhecida e imitada. O filme teve outras continuações, nenhuma contou com a participação de Spielberg.

### A conquista do sucesso
Logo após o sucesso de Tubarão, praticamente todos os seus trabalhos foram sucesso. Em 1977, o lançamento de Contatos Imediatos do Terceiro Grau rendeu a Spielberg sua primeira indicação para o Oscar na categoria de melhor diretor.
Em 1979, dirigiu 1941—Uma Guerra Muito Louca, trabalho que não rendeu muita popularidade, recendo bilheterias e críticas mistas; o filme era uma comédia sobre uma suposta invasão da Califórnia por japoneses após o ataque a Pearl Harbor. O fiasco só foi superado em 1981, quando o diretor emplacou Os Caçadores da Arca Perdida, através da conciliação de entretenimento com qualidade artística. Este filme lhe rendeu uma nova indicação ao Oscar, mas Spielberg não venceu. O filme protagonizado por Harrison Ford e produzido por George Lucas, firmou Spielberg entre os maiores diretores de Hollywood. O filme ainda teve três sequências, Indiana Jones e o Templo da Perdição (1984), Indiana Jones e a Última Cruzada (1989) e Indiana Jones e o Reino da Caveira de Cristal (2008).
Em 1982, sua consagração definitiva veio com o lançamento de E.T, o Extraterrestre, que registrou a maior arrecadação da história do cinema até então, e rendeu uma nova indicação ao Oscar. Mas, novamente ele não o conquistou.
Em 1985, com A Cor Púrpura, conseguiu provar para a crítica que também era capaz de fazer filmes dramáticos; com Whoopi Goldberg no elenco, o filme recebeu 11 indicações ao Oscar. Spielberg experimentou um projeto mais maduro e controverso que seguiu na mesma linha, em 1987, com o lançamento de O Império do Sol.
Em 1989, dirigiu Além da Eternidade, recebendo críticas mistas e bilheteria moderada. Seu sucesso comercial seguinte ocorreria somente em 1991, com Hook—A volta do Capitão Gancho, apesar de ter sido recebida com frieza pela crítica. Em 1993 ele entrou em negociação com a Universal para produzir o filme The Cure, mas desistiu do projeto quando a produtora não aceitou as alterações que ele exigiu no roteiro.

### Consagração da carreira
Em 1993, dois filmes do diretor lotaram as salas de cinema em todo o mundo. O primeiro, Jurassic Park, voltou a quebrar recordes e se tornou o maior fenômeno de bilheteria do cinema até aquela data. Já o segundo era um projeto de valor pessoal, A Lista de Schindler, que retratava o martírio dos judeus na Segunda Guerra Mundial. Foi por este último que Spielberg finalmente conseguiu a sua primeira estatueta do Oscar como Melhor Diretor.
Neste momento, Spielberg já tinha sua carreira consagrada o que lhe proporcionou a conquista de um novo objetivo fundando a DreamWorks SKG em sociedade com Jeffrey Katzenberg, da Disney, e David Geffen, proprietário da gravadora Geffen Records. Até então Hollywood não testemunhava o surgimento de um novo grande estúdio havia 75 anos.

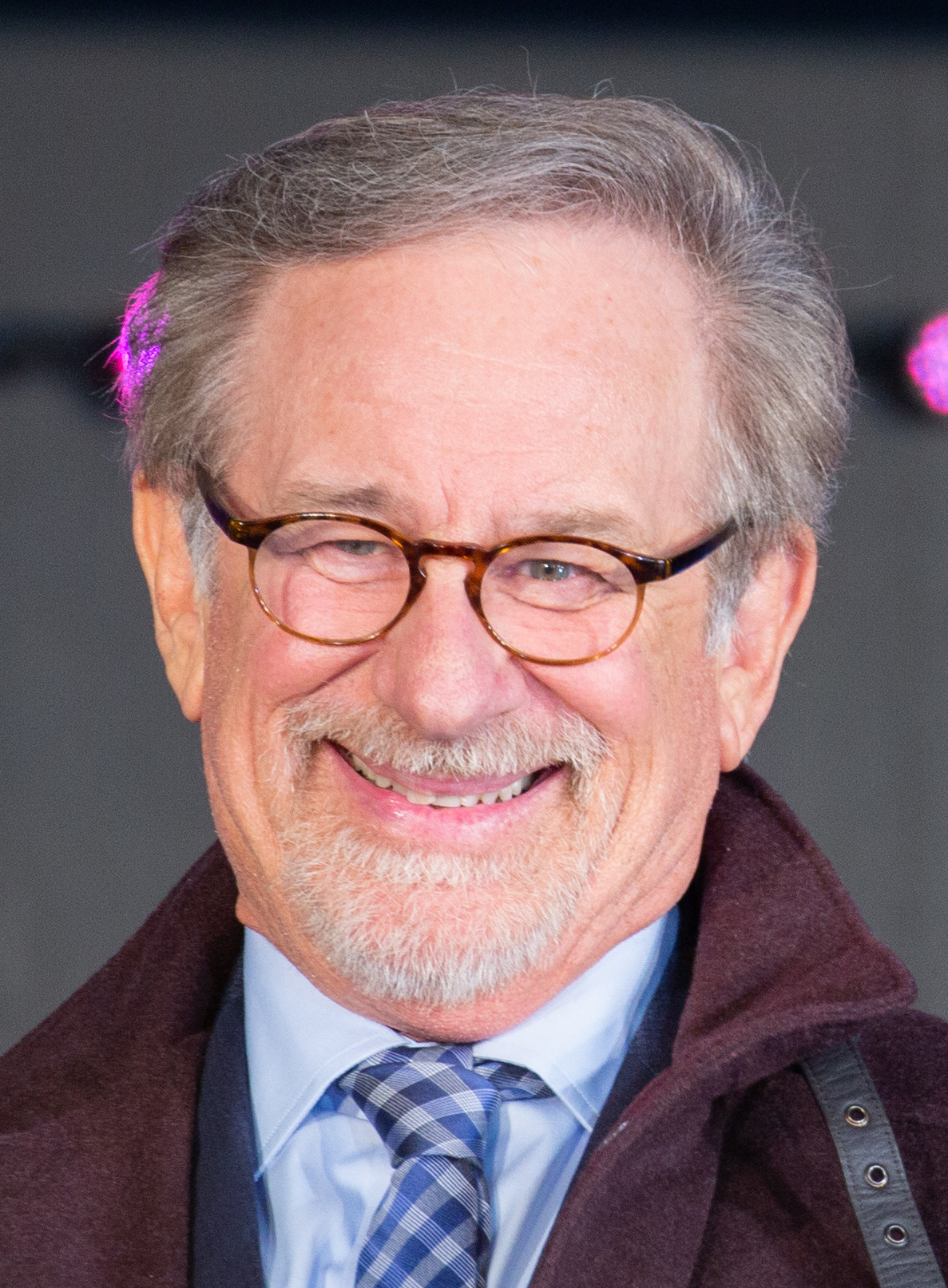
Spielberg em 2018.

Foi com o filme Amistad (1997), que Spielberg inaugurou suas produções pela Dreamworks, mas neste mesmo ano o filme que arrebatava as bilheterias era Titanic o que fez com que o filme obtivesse um fraquíssimo desempenho nas bilheterias. A recuperação veio no ano seguinte, com O Resgate do Soldado Ryan. Mais uma vez Spielberg utilizava o tema da segunda grande guerra, revelando a sensibilidade do diretor de origem judaica com o tema. Esta ligação de Spielberg com a segunda guerra é forte, já que a avó de Spielberg sobreviveu a um campo de concentração na Polônia, e o pai serviu o exército durante a guerra, no sudeste asiático. Por este filme, Spielberg foi premiado com um segundo Oscar de melhor diretor.
O longa seguinte, A.I.—Inteligência Artificial, não agradou muito a crítica, mas foi bem recebido pelos fãs do diretor. No ano seguinte em 2002, Spielberg se recuperou com Minority Report e Prenda-me se For Capaz, aclamados pela crítica e pelo público. Seus lançamentos seguintes, O Terminal, de 2004 e a ficção científica Guerra dos Mundos de 2005, dividiram as opiniões dos fãs e críticos, sendo que ambos concordaram que o segundo foi abaixo do que se esperar de um diretor do porte de Spielberg. Ainda em 2005, Steven Spielberg, continuando a alternar entre blockbusters e produções consideradas mais "sérias", com grandes temas, lançou Munique, sobre a caçada aos assassinos de onze atletas da delegação israelense durante os Jogos Olímpicos de 1972. Por este filme, foi indicado ao Oscar de Melhor Direção.
Spielberg também obteve sucesso como produtor. A lista é extensa, mas alguns dos filmes mais conhecidos são: Poltergeist (1982), Gremlins (1984), Os Goonies (1985), a trilogia De Volta Para o Futuro e MIB—Homens de Preto (1997).

## Vida pessoal
É casado com a atriz Kate Capshaw. Tem seis filhos, um dele com sua ex-esposa, a também atriz Amy Irving. Capshaw protagonizou o filme Indiana Jones e o Templo da Perdição, um filme de Spielberg.

## DreamWorks
No início de 2006, Spielberg vendeu a DreamWorks para o estúdio Paramount, mas manteve-se como seu principal executivo. Em setembro de 2008, a DreamWorks, a Viacom Inc. e a Universal Pictures foram acusadas de infringir os direitos autorais e quebrar um contrato por produzirem Paranóia sem a permissão dos detentores dos direitos da trama, segundo o processo, Spielberg, fundador da Dreamworks, é citado como réu. O filme obteve cerca de 80 milhões de dólares nas bilheterias norte-americanas.
De acordo com o processo, aberto pela Sheldon Abend Revocable Trust, a base do filme de Hitchcock (Janela Indiscreta) foi Assassinato de uma Janela, conto de Cornell Woolrich. Hitchcock e o ator James Stewart obtiveram os direitos de adaptação da história para os cinemas em 1953. O processo alega que a DreamWorks deveria ter feito o mesmo.

## Filmografia

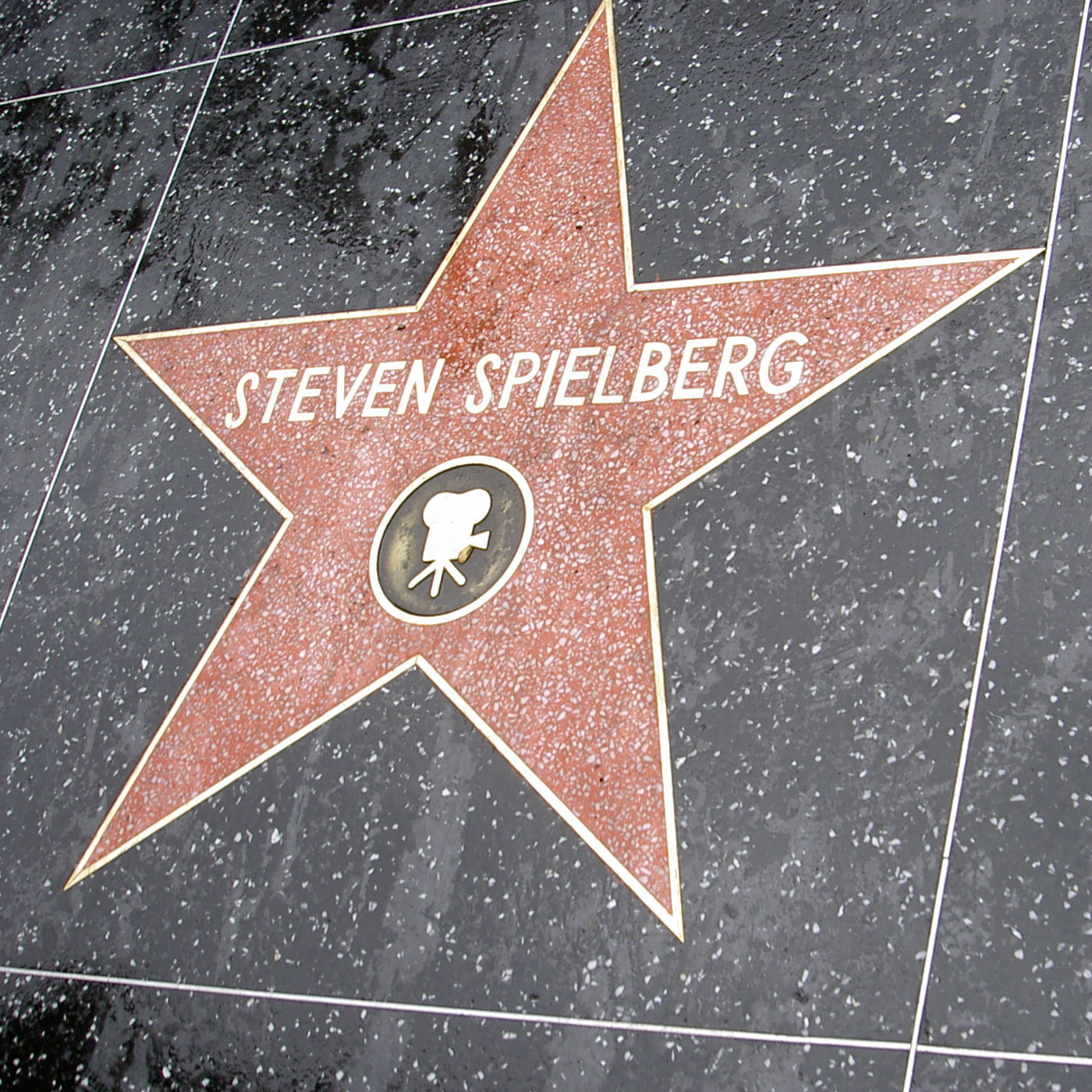
Steven Spielberg estrela na Calçada da Fama.

### Cinema
| Ano  | Filme                                              | Diretor | Roteirista | Produtor  |
| ---- | -------------------------------------------------- | ------- | ---------- | --------- |
| 1971 | Encurralado                                        | Sim     | Não        | Não       |
| 1973 | Meu Pai, Meu Amigo                                 | Não     | História   | Não       |
| 1974 | Louca Escapada                                     | Sim     | História   | Não       |
| 1975 | Tubarão                                            | Sim     | Não        | Não       |
| 1977 | Contatos Imediatos do Terceiro Grau                | Sim     | Sim        | Não       |
| 1979 | 1941—Uma Guerra Muito Louca                        | Sim     | Não        | Não       |
| 1981 | Indiana Jones e Os Caçadores da Arca Perdida       | Sim     | Não        | Não       |
| 1982 | E.T.: O Extraterrestre                             | Sim     | Não        | Sim       |
| 1982 | Poltergeist—O Fenômeno                             | Não     | Sim        | Sim       |
| 1984 | Indiana Jones e o Templo da Perdição               | Sim     | Não        | Não       |
| 1985 | Os Goonies                                         | Não     | História   | Executivo |
| 1985 | A Cor Púrpura                                      | Sim     | Não        | Sim       |
| 1987 | Império do Sol                                     | Sim     | Não        | Sim       |
| 1989 | Indiana Jones e a Última Cruzada                   | Sim     | Não        | Não       |
| 1989 | Além da eternidade                                 | Sim     | Sim        |           |
| 1991 | Hook—A Volta do Capitão Gancho                     | Sim     | Não        | Não       |
| 1993 | Jurassic Park                                      | Sim     | Não        | Não       |
| 1993 | A Lista de Schindler                               | Sim     | Não        | Sim       |
| 1997 | The Lost World: Jurassic Park                      | Sim     | Não        | Não       |
| 1997 | Amistad                                            | Sim     | Não        | Sim       |
| 1998 | O Resgate do Soldado Ryan                          | Sim     | Não        | Sim       |
| 2001 | A.I.—Inteligência Artificial                       | Sim     | Sim        | Sim       |
| 2002 | Minority Report—A Nova Lei                         | Sim     | Não        | Não       |
| 2002 | Prenda-me se For Capaz                             | Sim     | Não        | Sim       |
| 2004 | O Terminal                                         | Sim     | Não        | Sim       |
| 2005 | Guerra dos Mundos                                  | Sim     | Não        | Não       |
| 2005 | Munique                                            | Sim     | Não        | Sim       |
| 2008 | Indiana Jones and the Kingdom of the Crystal Skull | Sim     | Não        | Não       |
| 2011 | As Aventuras de Tintim                             | Sim     | Não        | Sim       |
| 2011 | Cavalo de Guerra                                   | Sim     | Não        | Sim       |
| 2011 | Super 8                                            | Não     | Não        | Sim       |
| 2012 | Lincoln                                            | Sim     | Não        | Sim       |
| 2015 | Ponte dos Espiões                                  | Sim     | Não        | Sim       |
| 2016 | O Bom Gigante Amigo                                | Sim     | Não        | Sim       |
| 2017 | The Post—A Guerra Secreta                          | Sim     | Não        | Sim       |
| 2018 | Ready Player One                                   | Sim     | Não        | Sim       |
| 2021 | West Side Story                                    | Sim     | Não        | Sim       |
| 2022 | The Fabelmans                                      | Sim     | Sim        | Sim       |
| TBA  | Ready Player Two                                   | Sim     | Não        | Sim       |
| TBA  | Blackhawk                                          | Sim     | Não        | Sim       |

### Oscar
- 1993—Melhor Diretor e Melhor Filme—A Lista de Schindler
- 1998—Melhor Diretor—O Resgate do Soldado Ryan

Indicações
- Melhor Diretor
  - 1977—Contatos Imediatos do Terceiro Grau
  - 1981—Os Caçadores da Arca Perdida
  - 1982—E.T.—O Extraterrestre
  - 2005—Munique
  - 2013—Lincoln
  - 2022—Amor, Sublime Amor
  - 2023—Os Fabelmans
- Melhor Filme
  - 1975—Tubarão
  - 1981—Os Caçadores da Arca Perdida
  - 1982—E.T.—O Extraterrestre
  - 1985—A Cor Púrpura
  - 1998—O Resgate do Soldado Ryan
  - 2005—Munique
  - 2012—Cavalo de Guerra
  - 2013—Lincoln
  - 2015—Ponte Dos Espiões
  - 2017—The Post—A Guerra Secreta
  - 2022—Amor, Sublime Amor
  - 2023—Os Fabelmans

### Prêmio Irving G. Thalberg
- 1987—Concedido pela Academia de Artes e Ciências Cinematográficas.

### Globo de Ouro
- Melhor Diretor
  - 1994—A Lista de Schindler
  - 1999—O Resgate do Soldado Ryan
  - 2023—Os Fabelmans
- Prémio Cecil B. DeMille
  - 2009—Pelo conjunto da obra
- Melhor Filme de Animação
  - 2011—As Aventuras de Tintim: O Segredo do Licorne

Indicações
- 1976—Tubarão
- 1978—Contatos Imediatos do Terceiro Grau (também na categoria de Melhor Roteiro)
- 1981—Os Caçadores da Arca Perdida
- 1982—E.T.—O Extraterrestre
- 1985—A Cor Púrpura
- 1997—Amistad
- 2001—A.I.—Inteligência Artificial
- 2005—Munique
- 2012—Cavalo de Guerra
- 2013—Lincoln

### Palma de Ouro
- Melhor Roteiro, no Festival de Cannes
  - 1974—Louca Escapada

### Prêmio César
- 1995—Prêmio honorário por seus serviços prestados ao cinema.

### Critics' Choice Awards
Indicações
- 2023—Os Fabelmans (também na categoria de Melhor Roteiro Original)

### BAFTA
Indicações
- Melhor Roteiro Original
  - 2023—Os Fabelmans